# العلاقات التوفالية السلوفاكية
العلاقات التوفالية السلوفاكية هي العلاقات الثنائية التي تجمع بين توفالو وسلوفاكيا.

## مقارنة بين البلدين
هذه مقارنة عامة ومرجعية للدولتين:
| وجه المقارنة                                              | توفالو                         | سلوفاكيا                                                       |
| --------------------------------------------------------- | ------------------------------ | -------------------------------------------------------------- |
| المساحة (كم2)                                             | 26                             | 49.03 ألف                                                      |
| عدد السكان (نسمة)                                         | 11.19 ألف                      | 5.44 مليون                                                     |
| الكثافة السكانية (ن./كم²)                                 | 43.04 ألف                      | 110.95                                                         |
| العاصمة                                                   | فونافوتي                       | براتيسلافا                                                     |
| اللغة الرسمية                                             | اللغة التوفالوية، لغة إنجليزية | اللغة السلوفاكية                                               |
| العملة                                                    | دولار توفالو                   | كرونة سلوفاكية، يورو                                           |
| الناتج المحلي الإجمالي (بليون دولار)                      | 39.73 مليون                    | 95.77 مليار                                                    |
| الناتج المحلي الإجمالي (تعادل القوة الشرائية) بليون دولار | 38.93 مليون                    | 162.34 مليار                                                   |
| الناتج المحلي الإجمالي الاسمي للفرد دولار أمريكي          | 3.29 ألف                       | 16.09 ألف                                                      |
| الناتج المحلي الإجمالي للفرد دولار أمريكي                 | 3.77 ألف                       | 30.46 ألف                                                      |
| مؤشر التنمية البشرية                                      |                                | 0.844                                                          |
| رمز المكالمات الدولي                                      | +688                           | +421                                                           |
| رمز الإنترنت                                              | .tv                            | .sk                                                            |
| المنطقة الزمنية                                           | ت ع م+12:00                    | توقيت وسط أوروبا، ت ع م+01:00، ت ع م+02:00، أوروبا/براتيسلافا ‏ |

## منظمات دولية مشتركة
يشترك البلدان في عضوية مجموعة من المنظمات الدولية، منها:
| علم المنظمة | اسم المنظمة                   | تاريخ انضمام توفالو | تاريخ انضمام سلوفاكيا |
| ----------- | ----------------------------- | ------------------- | --------------------- |
|             | الاتحاد الدولي للاتصالات      | 15 أغسطس 1996       | 23 فبراير 1993        |
|             | مؤسسة التنمية الدولية         | 24 يونيو 2010       | 1993                  |
|             | يونسكو                        | 21 أكتوبر 1991      | 9 فبراير 1993         |
|             | منظمة حظر الأسلحة الكيميائية  | ?                   | ?                     |
|             | الأمم المتحدة                 | 5 سبتمبر 2000       | 19 يناير 1993         |
|             | الاتحاد البريدي العالمي       | ?                   | ?                     |
|             | البنك الدولي للإنشاء والتعمير | 24 يونيو 2010       | 1993                  |

## وصلات خارجية
- موقع وزارة الخارجية السلوفاكية